# Pandeli Sotiri
Pandeli Sotiri (1842-1892) fue un profesor que dirigió la primera escuela albanesa de los tiempos modernos en Korçë. Sotiri fue una de las figuras más importantes de Despertar nacional albanés, que contribuyó a la propagación de la lengua albanesa. Así mismo, trabajó en una de las versiones del alfabeto albanés. El Congreso de Monastir basó el alfabeto albanés principalmente en el trabajo precedente de Sotiri.

## Biografía
Sotiri nació en 1843 en el pueblo de Selckë en la región de Lunxhëri, en lo que entonces era el valiato de Ioánina, del Imperio Otomano, y que ahora es el municipio de Pogon, en el distrito de Gjirokastër (Albania). Junto con Petro Nini Luarasi, fue alumno del seminario de profesores de griego en Qestorati, Gjirokastër, donde Koto Hoxhi enseñaba en secreto en albanés e inculcaba ideales nacionalistas albaneses a sus estudiantes.
Sotiri formó parte del Comité Central para la Defensa de los Derechos Albaneses, creado en Estambul en 1877, y de su filial, la Sociedad para la Publicación de Escritos Albaneses (en albanés, Shoqëri e të shtypurit shkronjavet shqip), fundada en Estambul el 12 de octubre de 1879.
En 1884 se hizo cargo de la publicación de la primera revista escrita íntegramente en albanés, la revista Drita, que había sido publicada por primera vez por Petro Poga. Sin embargo, Sotiri tuvo que emitir un nuevo permiso y cambiar el nombre de la revista a Dituria (que significa "conocimiento").
A principios de 1887, Sotiri recibió el permiso para abrir la primera escuela albanesa de los tiempos modernos en Korçë. El 7 de marzo de 1887 se inauguró la escuela (en albanés, Mësonjëtorja) en el edificio cedido por los "hermanos Terpo", una familia de patriotas albaneses.
Se había casado con una mujer griega, sobrina de un arzobispo de la Iglesia Ortodoxa Griega, y tuvo que abandonar la ciudad para ir a Grecia ese mismo año. Como resultado, la Mësonjëtorja quedó en manos de Thanas Sina y Petro Nini Luarasi.
Sotiri murió en 1892, presuntamente asesinado por fanáticos ortodoxos griegos que lo arrojaron desde el tercer piso de su apartamento en Tesalónica (Grecia), a instancias de su esposa y su suegro.